# Ricardo Gomes
Ricardo Gomes Raymundo (n. 13 decembrie 1964, Rio de Janeiro, Rio de Janeiro, Brazilia) este un antrenor de fotbal și fost fotbalist brazilian care juca pe postul de fundaș.

## Statistici antrenorat
La 6 august 2010.
| São Paulo | 2009  | 2010  | 73 | 38 | 15 | 20 | 52,05 |
| Total     | Total | Total | 73 | 38 | 15 | 20 | 52.05 |

## Palmares

### Player

#### Club
Fluminense
- Campeonato Brasileiro Série A: 1984
- Campeonato Carioca: 1983, 1984, 1985

Benfica
- Primeira Liga: 1989–89, 1990–91
- Taça de Portugal: 1995–96

Paris Saint-Germain
- Ligue 1: 1993–94
- Coupe de France: 1992–93, 1994–95
- Coupe de la Ligue: 1994–95

#### Țară
Brazilia
- Jocurile Panamericane: 1987
- Medalia Olimpică de Argint: 1988
- Copa América: 1989

### Antrenor
Paris Saint-Germain
- Coupe de France: 1997–98
- Coupe de la Ligue: 1997–98

Vasco da Gama
- Copa do Brasil: 2011